# فريدريك كوك
فريدريك كوك (و. 1865 – 1940 م) هو مستكشف، وطبيب أمريكي، ولد في كاليكون، شارك في البعثة البلجيكية للقارة القطبية الجنوبية، توفي في نيو روتشيلي، نيويورك، عن عمر يناهز 75 عاماً.

## التعليم
تعلم في جامعة كولومبيا، ومدرسة طب جامعة نيويورك.

## روابط خارجية
- فريدريك كوك على موقع IMDb (الإنجليزية)
- فريدريك كوك على موقع الموسوعة البريطانية (الإنجليزية)
- فريدريك كوك على موقع قاعدة بيانات الفيلم (الإنجليزية)